# Jacques Mauduit
Jacques Mauduit (París, 16 de setembre de 1557 – idem. 21 d'agost de 1627) fou un compositor francès del renaixement.
És autor de diverses misses, himnes, motets, etc. La seva principal composició és una Missa de Rèquiem, que va dedicar al seu gran amic el poeta Pierre de Ronsard.
Entre les seves composicions de caràcter profà si conten les titulades Ode à la peine i Par vos yeux.